# Josimar Mosquera
Josimar Mosquera Angulo (Caucasia, 12 ottobre 1982) è un ex calciatore colombiano, di ruolo difensore.

## Carriera

### Club
Dal 2016 al 2017 ha vestito la maglia dell'Almirante Brown.

### Nazionale
Dal 2008 al 2009 ha giocato nella nazionale colombiana.